# جسر ذو ألواح حجرية
الجسر ذو البلاطات الحجرية أو الجسر الخفاق (بالإنجليزية: Clapper bridge) هو شكل قديم من الجسور وُجد في عدد من مناطق بريطانيا. كانت هذه الجسور تتشكل من ألواح مسطحة وكبيرة من الجرانيت مدعومة بأعمدة حجرية عبر الأنهر، أو إنها كانت تقع على الضفاف. بالرغم من اكتشاف عدد من هذه الجسور تعود إلى فترة ما قبل التاريخ، إلا أن الجزء الأكبر منها تم بناؤه في القرون الوسطى والفترة التي تلتها.

## أمثلة

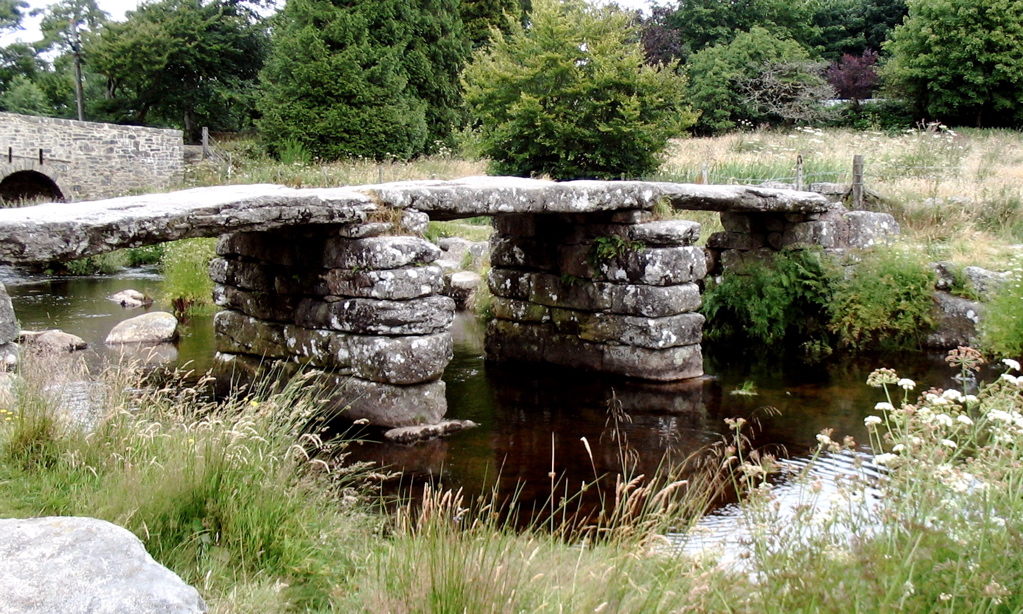
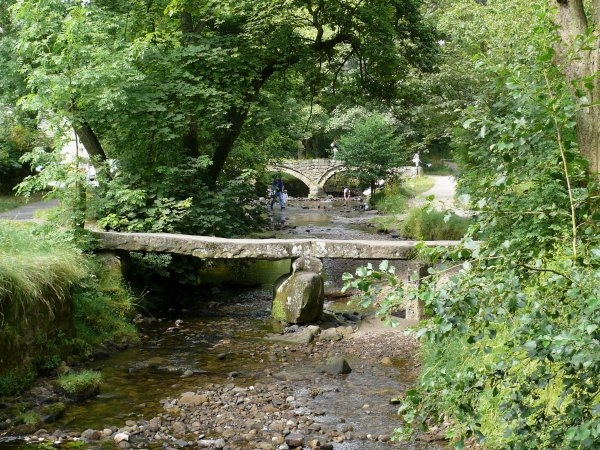
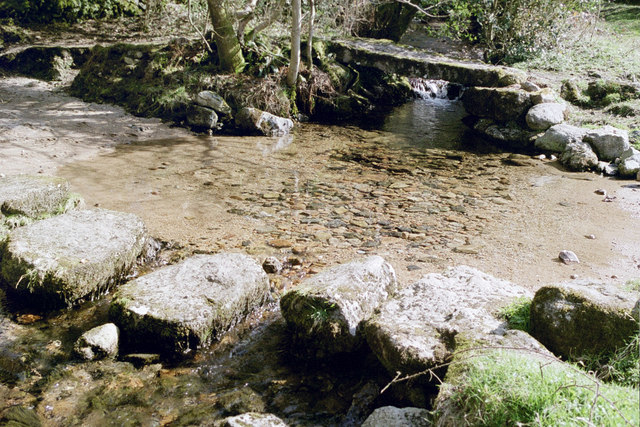